# Der Mann im Sattel (1945)
Der Mann im Sattel ist ein deutscher Spielfilm von und mit Harry Piel aus dem Jahre 1945.

## Handlung
Schon seit vielen Jahren arbeitet Pferdetrainer Roberts für den Rennstall von Lisa Freybergs Vater. Nach dessen Tod muss die Tochter nun das Geschäft führen und das dazugehörige Gut verwalten. Doch die junge Frau hat wenig Ahnung und noch weniger Interesse für derlei Dinge. Ihr Verlobter, Gutsbesitzer Thermälen, drängt Lisa dazu, die gesamte Anlage zu veräußern. Da Roberts sich als Sachwalter der Interessen seines verstorbenen Arbeitgebers sieht, macht er der jungen Frau das Angebot, bis zur nächsten Rennsaison im kommenden Frühjahr abzuwarten. Die bis dahin entstehenden Kosten für die Tiere wolle er übernehmen. Da Lisa bei einem unglücklichen Sturz ihr letztes Reitpferd verloren hat, setzt Roberts alles daran, aus dem verbliebenen Rassepferd Arabella ein Klassepferd zu machen und trainiert intensiv.
Lisa lässt sich, zum herzlichen Missvergnügen ihres Verlobten, auf Roberts‘ Vorschlag ein. Mehr und mehr gewinnt sie Freude an der Reiterei. Arabella wird mit jeder Trainingseinheit besser, und auch das andere Spitzenpferd Thassilo zeigt sich als ein sehr talentierter Traber. Doch Lisa will Thassilo, ein Geschenk eines hartnäckigen Verehrers, selbigem zurückgeben, wogegen sich Roberts mit Händen und Füßen sträubt. Bei einem Trabrennen holt er alles aus dem Zossen heraus und gewinnt das Rennen. Die jüngsten Erfolge des Reitstalls bleiben auch einem Gaunerpärchen nicht verborgen, dass sich sehr für Arabella interessiert. Die Gaunerbraut Ossi macht sich an den Jockey-Azubi Otto ran und erfährt von ihm, wann und wo Arabella demnächst eingesetzt werden soll. Ossis Komplize Nicco entführt schließlich den Renngaul.
Augenblicklich macht sich Roberts auf eigene Faust auf die Suche nach dem wertvollen Tier. Er findet es in einem erbarmungswürdigen Zustand in einer alten Ziegelei. Kommissar Hentschke, der Roberts begleitet, kann die Pferdekidnapper dingfest machen. Roberts bringt Arabella in Sicherheit und päppelt die Pferdedame wieder auf. Um seinen Fauxpas, seine Geschwätzigkeit gegenüber der Gaunerin Ossi, wieder gutzumachen, verspricht Otto Roberts, Arabella zum Sieg zu reiten. Auf der Galopprennbahn Karlshorst kann er alles aus Arabella herausholen und reitet zum Sieg, obwohl er beim Ritt stürzt und sich dabei das Schlüsselbein bricht. Roberts ist hoch zufrieden und hat nicht nur den Pokal, sondern überdies das Herz von Lisa gewonnen.

## Produktionsnotizen, Hintergründe, Wissenswertes
Die Dreharbeiten zu Der Mann im Sattel begannen am 15. September 1944 und wurden unmittelbar vor Einmarsch der Roten Armee in Berlin weitgehend abgeschlossen. 
Lange Zeit galten die Filmrollen als verschollen. Im Filmarchiv der DDR fanden sich 74 Rollen Ton und 50 Rollen Bild, so dass der Film geschnitten werden konnte. Erst 1999 kam es zur Fertigstellung im Auftrag des Filmarchivs des Bundesarchivs. Fast 55 Jahre nach seiner Fertigstellung gelangte Der Mann im Sattel schließlich am 7. Januar 2000 in Berlin zur Welturaufführung.
Die Produktionskosten wurden in einer Höhe von etwa 978.856 RM veranschlagt. Das entspricht 3.584.200 EUR im Jahr 2014.
Die Filmbauten stammen von Gabriel Pellon. Für den Kinoveteran Aruth Wartan, der unmittelbar nach Abschluss der Dreharbeiten starb, war dies die letzte Filmrolle. Da die Originalmusik von Werner Schmidt-Boelcke als verschollen galt, wurde bei Lexa Thomas 1999 eine neue Komposition in Auftrag gegeben.
Der Film war ein Remake der gleichnamigen Inszenierung von Manfred Noa aus dem Jahre 1925 mit Ernst Verebes in der Titelrolle.

## Kritik
Das Lexikon des internationalen Films schreibt: „Rekonstruierte Fassung einer der letzten Spielfilme des Dritten Reichs. (…) Ein statuarisch inszenierter, betont unpolitischer Unterhaltungsfilm, der gut in die Ablenkungs- und Zerstreuungsstrategie der späten Kriegsjahre passt, ideologisch aber der Idee einer Führerfigur huldigt, die mit starker Hand für Ordnung sorgt. Keine cineastische Entdeckung, aber ein zeitgeschichtlich spannender Beleg für das NS-Unterhaltungskino in seiner allerletzten Phase.“